# 王瀹
王瀹（1375年—1450年），字子清，河南太康县人，明朝政治人物。
王瀹为户部尚书王鈍之子。永乐四年（1406年）中式丙戌科三甲第三十名进士。后選為翰林院庶吉士，編撰永樂大典。明仁宗时，升为郑王府长史，屡次进谏郑王，与王不合，后改为户部郎中。明英宗即位后，升为户部右侍郎，巡抚浙江。后致仕归乡。存有《退庵集》。